# سوهم، نیومکزیکو
سوهم (به انگلیسی: Soham) یک منطقهٔ مسکونی در ایالات متحده آمریکا است که در شهرستان سن میگل، نیومکزیکو واقع شده‌است. سوهم ۲۱۰ نفر جمعیت دارد و ۱٬۸۷۳٫۰۲ متر بالاتر از سطح دریا واقع شده‌است.